# Karl August Hindrey

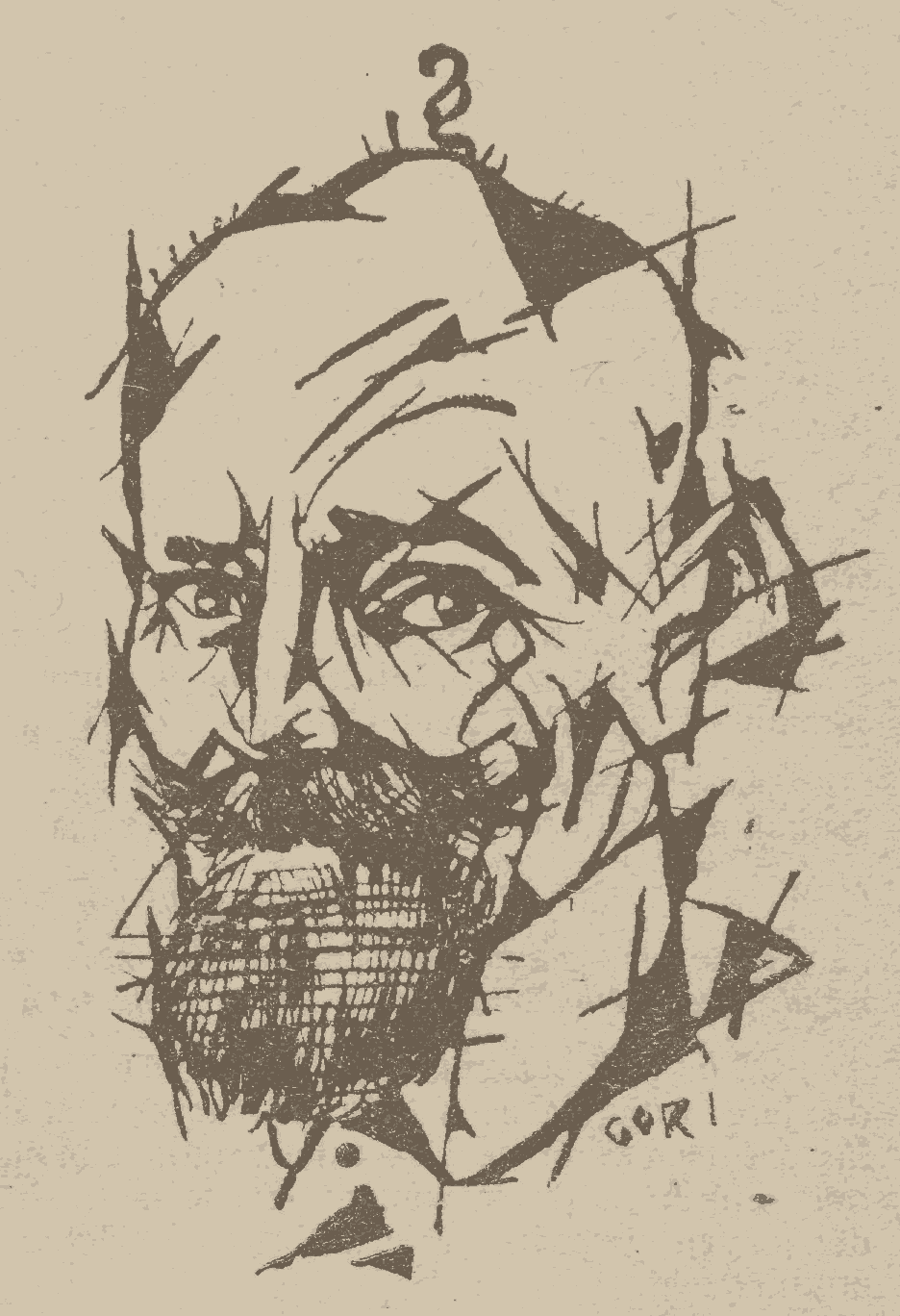
Karl August Hindrey (1920)

Karl August Hindrey (* 15. August 1875 in Abja; † 5. Januar 1947 in Tallinn) war ein estnischer Schriftsteller, Journalist und Karikaturist.

## Leben und Werk
Karl August Hermann Hindrey besuchte zunächst die örtliche Dorfschule, danach Lehranstalten in Viljandi und Pärnu. Er legte sein Abitur am renommierten Hugo-Treffner-Gymnasium in Tartu ab. Hindrey studierte von 1894 bis 1904 an verschiedenen privaten Kunstschulen in Sankt Petersburg, in München bei Anton Ažbe und Paris. Zwischen 1904 und 1928 war er Journalist bei verschiedenen estnischen Zeitungen, unter anderem in den Redaktionen von Postimees und Päevaleht. Er war außerdem einer der wichtigsten Theater-, Kunst- und Literaturkritiker der Zwischenkriegszeit in Estland. Seine Bildergeschichten im Stile von Wilhelm Busch begründeten die estnische Comicliteratur. Teilweise publizierte er unter dem Pseudonym Hoia Ronk.
In Estland wurde er schnell als scharfsinniger und scharfzüngiger Karikaturist bekannt, der besonders das Zarentum, die Deutsch-Balten und Emporkömmlinge der estnischen Gesellschaft aufs Korn nahm. Die Einflüsse des Jugendstils und des deutschen Simplicissimus haben sein Werk geprägt. 1905 gründete Hindrey die Satirezeitschrift Sädemed und war von 1924 bis 1926 Redakteur des Satireblattes Kratt.
Erst 1929 debütierte Hindrey mit eigener Belletristik, der Erzählung Kunstikool in der Literaturzeitschrift Looming. Hindrey verfasste zahlreiche Novellen und Romane, ein Theaterstück sowie Reiseerzählungen und Erinnerungen.
Mit der sowjetischen Besetzung Estlands ging Hindrey in den Untergrund und kämpfte gegen die Besatzungsmacht.  Während der folgenden deutschen Besetzung Estlands (1941–1944) schrieb er in der Presse über sowjetische Gräueltaten. 1944 scheiterte ein Fluchtversuch vor der heranrückenden Roten Armee. Bis 1947 hielt er sich erfolgreich unter einem falschen Namen in einem Altersheim versteckt, wo er in armseligen Verhältnissen starb.

## Werke (Auswahl)

### Kinderbücher
- „Pambu-Peedu“ (1906)
- „Nina-Jass ja Näpu-Mall“ (1918)
- „Jaunart-Jauram“ (1921)
- „Lõhkiläinud Kolumats“ (postum, 1979)

### Erinnerungen
- „Minu elukroonika“ (drei Bände, 1929)
- „Murrang“ (1930)
- „Tõnissoni juures“ (1931)

### Reiseerzählungen
- „1914. Reisipildid“ (1924)
- „Kongosõit“ (1929)
- „Rännud, rannad, Riviera, sõsarsaared ja Savoy“ (1937)

### Theaterstücke
- „Raidaru kirikumõis“ (1935)

### Novellensammlungen
- „Välkvalgus“ (1932)
- „Armastuskiri“ (1933)
- „Sigtuna häving“ (1937)
- „Südamed“ (1938)
- „Hukatus Mälaril“ (1939)
- „Ja oli kunagi keegi…“ (postume Auswahlsammlung, 1968)
- „Kaugekõne“ (postume Auswahlsammlung, 1986)

### Romane
- „Urmas ja Merike“ (1935/1936)
- „Loojak“ (zwei Bände, 1938)
- „Sündmusteta suvi“ (1937)
- „Ja ilma ja inimesi ma tundsin viimati ka“ (1939)
- „Taaniel Tümmi tähelend“ (1942)

### Deutsche Übersetzungen
Von Hindrey liegt lediglich eine Erzählung auf Deutsch vor: Feigheit. Übersetzt von Helga Viira, in: Der letzte Strandräuber. Estnische Erzählungen aus sieben Jahrzehnten. Ausgewählt von Alexander Baer, Welta Ehlert, Nikolai Sillat. Berlin: Volk und Welt 1975, S. 119–135.
Darüber hinaus war in der ersten und zweiten Auflage von Kindlers Literatur Lexikon der Roman Sündmusteta suvi ('Ein ereignisloser Sommer') besprochen worden. In der dritten Auflage ist er weggefallen.